# Estoril Open 2004
L'Estoril Open 2004 è stato un torneo di tennis giocato sulla terra rossa.
È stata la 15ª edizione dell'Estoril Open, che fa parte della categoria International Series  nell'ambito dell'ATP Tour 2004, e della Tier IV nell'ambito del WTA Tour 2004. 
Sia il torneo maschile che quello femminile si sono giocati all'Estoril Court Central di Oeiras in Portogallo, dal 12 al 19 aprile 2004.

## Campioni

### Singolare maschile
Juan Ignacio Chela ha battuto in finale  Marat Safin con il punteggio di 6(2)–7, 6–3, 6–3

### Singolare femminile
Émilie Loit ha battuto in finale  Iveta Benešová con il punteggio di 7–5, 7–6(1)

### Doppio maschile
Juan Ignacio Chela /  Gastón Gaudio hanno battuto in finale  František Čermák /  Leoš Friedl con il punteggio di 6–2, 6–1

### Doppio femminile
Emmanuelle Gagliardi /  Janette Husárová hanno battuto in finale  Olga Blahotová /  Gabriela Navrátilová con il punteggio di 6–3, 6–2